# Kuny (województwo wielkopolskie)
Kuny – wieś w Polsce położona w województwie wielkopolskim, w powiecie tureckim, w gminie Władysławów.
W latach 1975–1998 miejscowość administracyjnie należała do województwa konińskiego.
W miejscowości funkcjonuje szkoła podstawowa, do której uczęszcza młodzież z okolicznych miejscowości. Znajduje tu się także kościół parafialny pw. św. Józefa Robotnika. Na terenie Kun wybudowano w ostatnich latach nową remizę strażacką, cmentarz, market ABC oraz dzwonnicę i plebanię.
Z historią Kun związana jest osoba Alfreda Delonga – oficera WP, który zginął w kampanii wrześniowej w 1939 r. Był wiejskim animatorem i działaczem. W okresie okupacji na terenie Kun i Piorunowa ukrywał się i pracował, pod przybranym nazwiskiem, ks. biskup Jan Zaręba. W czasie największego terroru i prześladowań wraz z mieszkańcami Kun ślubował, że jeśli ocaleją, wybudują w Kunach kościół pod wezwaniem św. Józefa Robotnika. Obietnicy dotrzymano i w 1982 r. ks. biskup Jan Zaręba wmurował kamień węgielny pod budowę tutejszego kościoła.
Niegdyś na terenie wsi funkcjonowała betoniarnia. Wypalano tu także cegły w piecach polowych, co jest unikatem w tej dziedzinie na tym obszarze Wielkopolski.
W 2006 r. do użytku oddano odcinek autostrady do Poznania, której budowę rozpoczęto na terenach pobliskich. Podczas wykopalisk z nią związanych znaleziono wiele przedmiotów, świadczących o przeszłości osadnictwa na tych terenach.
W pobliżu miejscowości znajduje się Miejsce Obsługi Podróżnych (MOP Kuny) dla jadących Autostradą A2 w kierunku Poznania.